# جون أ. ووكر
جون أ. ووكر هو سياسي أمريكي، ولد في 5 يونيو 1912 في مقاطعة هاميلتون في الولايات المتحدة، وتوفي في 21 يونيو 2012 في ويبستر سيتي في الولايات المتحدة. نشط حزبياً في الحزب الجمهوري. وقد انتخب عضو مجلس ولاية آيوا ‏.